# هوتیای هیسپانیولا
هوتیای هیسپانیولا (نام علمی: Plagiodontia aedium) نام یک گونه از سرده اریب‌دندان‌ها است.